# Nalbandyan (Armenia)
Nalbandyan o Nalbandian  (in armeno Նալբանդյան?, in passato Shahriar) è un comune dell'Armenia di 5 465 abitanti (2009) della provincia di Armavir.